# Cerro Singüil
Le cerro Singüil est un volcan du Salvador composé de plusieurs cônes volcaniques.